# Last Man Standing (singel)
Last Man Standing – ósmy singel szwedzkiego zespołu Hammerfall. Nie został wydany na żadnym fizycznym nośniku. Kupić go można jedynie w niektórych sklepach internetowych z muzyką.

## Lista utworów
1. "Last Man Standing" - 04:30